# Августа Виктория
Авгу́ста Викто́рия Фредерика Луиза Феодора Дженни (нем. Auguste Viktoria Friederike Luise Feodora Jenny, 22 октября 1858 — 11 апреля 1921) — принцесса из рода Августенбургов, в браке — германская императрица и королева Пруссии.

## Биография
Старшая дочь Фридриха, титулярного герцога Шлезвиг-Гольштейнского, чьи притязания на Шлезвиг-Гольштейн послужили поводом к войне за Шлезвиг в 1864 году и принцессы Адельгейды Гогенлоэ-Лангенбургской, племянницы британской королевы Виктории. Любила искусство и сочиняла музыкальные пьесы для кларнета. Мечтой её жизни было посетить Лувр в Париже: по политическим причинам это ей так и не удалось.
В 1881 году вышла замуж за принца Вильгельма Прусского, впоследствии императора Вильгельма II. Сам он признавался, что увидел Августу первый раз во время охоты в поместье ее отца. Влюбившись «в розу», как он называл свою будущую жену, Вильгельм писал матери: «Моя возлюбленная, быть может не самая прелестная женщина на свете, но у нее положительно самые лучшие в мире руки». 
В глазах Вильгельма Августа была идеалом женщины и он не раз высказывался, что всем германским женщинам следует идти по стопам императрицы и посвятить всю свою жизнь церкви, детям и кухне. Она умела шить, вязать и готовить, печь хлеб и варить пиво. После  отречения мужа в 1918 году переехала с ним в Нидерланды, где и умерла. Могила Августы Виктории находится в усыпальнице Гогенцоллернов в Античном храме в парке Сан-Суси в Потсдаме.

## Дети
В браке с Вильгельмом II у Августы Виктории родилось семеро детей, шесть сыновей и одна дочь:
- Вильгельм (1882—1951), кронпринц Пруссии
- Эйтель Фридрих (1883—1942),
- Адальберт (1884—1948),
- Август Вильгельм (1887—1949),
- Оскар (1888—1958),
- Иоахим (1890—1920),
- Виктория Луиза (1892—1980), в 1913 году вышла замуж за Эрнста Августа, герцога Брауншвейгского.